# Walker (Michigan)
Pour les articles homonymes, voir Walker.
Walker est une ville du comté de Kent, dans l’État du Michigan, aux États-Unis. Selon le recensement de 2010, sa population est de 23 537 habitants.